# Moto Guzzi 750 Strada
Die Moto Guzzi 750 Strada ist ein Motorrad des italienischen Herstellers Moto Guzzi der Kategorie Naked Bike, das von 1993 bis 1995 in Mandello del Lario als Nachfolgemodell der Sessantacinque GT (einer der V65-Varianten) gebaut wurde. Es entspricht dem Modell 750 SP, jedoch ohne Frontverkleidung und Seitenkoffer. Erhältlich war das Modell in den Farben Rot und Blau. Die Herstellung wurde mehr als ein Jahr nach dem Produktionsende des größeren Schwestermodells 1000 Strada ohne Nachfolger eingestellt.

## Technik

### Antrieb
Der längs eingebaute, luftgekühlte Viertakt-Zweizylinder-V-Motor der 750 Strada basiert auf dem der 1989 eingeführten 750 SP und ist technisch identisch mit dem der ein Jahr zuvor eingeführten Nevada 750. Er hat, wie alle V-Motoren von Moto Guzzi seit 1967, einen Zylinderwinkel von 90 Grad. Der Motor hat einen Hubraum von 744 cm³ resultierend aus einer Bohrung von 80 mm und einem Hub von 74 mm; das Verdichtungsverhältnis beträgt 9,7 : 1. Pro Zylinder hat der Motor je ein Ein- und ein Auslassventil, die von einer untenliegenden, kettengetriebenen Nockenwelle über Stößel, Stoßstangen und Kipphebel gesteuert werden.
Das Gemisch bilden zwei Dell’Orto-Vergaser vom Typ PHBH 30. Die Nennleistung beträgt 35 kW (48 PS) bei einer Drehzahl von 6000 min−1, das maximale Drehmoment von 59 Nm wird bei 3200 min−1 erreicht.
Die Einscheiben-Trockenkupplung wird mechanisch über Seilzug betätigt, das Getriebe hat fünf Gänge. Ein Kardanantrieb überträgt die Kraft an das Hinterrad.
Die Abgasnachbehandlung besteht aus je einem ungeregelten Katalysator direkt vor jedem langen, konischen Schalldämpfer, die gesamte Auspuffanlage besteht aus verchromtem nichtrostendem Edelstahl.
Der von der 750 SP übernommene Kraftstofftank fasst 16 Liter, davon sind ca. 3 Liter Reserve. Bei dem vom Hersteller angegebenen Kraftstoffverbrauch von 5,0 Litern auf 100 km gemäß CUNA ergibt sich eine theoretische Reichweite von ca. 320 km.

### Rahmen und Fahrwerk
Auch Rahmen und Fahrwerk wurden von der 750 SP übernommen. Der Doppelschleifenrohrrahmen aus Stahl hat geschraubte Unterzüge, die Motor-Getriebe-Einheit ist mittragend.
Das Vorderrad wird in einer hydraulisch gedämpften Teleskopgabel mit 38 mm Standrohrdurchmesser geführt. Hinten hat die 750 Strada eine Zweiarmschwinge aus Stahl, die von zwei einstellbaren Koni-Federbeinen gedämpft wird. Wie bei allen Guzzi-Modellen mit der 1977 eingeführten, sogenannten „Small-Block“-Antriebskonstruktion ist die Schwinge drehbar gelagert direkt am Getriebegehäuse angeschraubt.
Die 750 Strada hat Aluminiumgussräder in 5-Doppelspeichen-Design. Die schlauchlosen Reifen haben als Abmessungen vorne 100/90 V18, hinten 120/90 V18.

### Bremsanlage
Das Integralbremssystem hat hydraulisch betätigte Scheibenbremsen: am Vorderrad zwei schwimmend gelagerte Bremsscheiben mit einem Durchmesser von 270 mm und axial geschraubte Doppelkolben-Festsättel von Brembo; am Hinterrad eine schwimmend gelagerte Bremsscheibe mit 235 mm Durchmesser und einen Brembo-Doppelkolben-Festsattel.